# Rial Racing
Rial Racing foi uma equipe de Fórmula 1 da Alemanha que participou dos campeonatos de 1988 e 1989.

## História
Foi fundada em 1987 por Günter Schmid, ex-dono da ATS - ele usara o dinheiro da venda de sua parte na antiga escuderia, que disputou provas de Fórmula 1 entre 1977 e 1984, sem muito êxito.
Para a temporada de estreia, em 1988, Schmid escolheu o projetista austríaco Gustav Brunner (que trabalhara com ele na ATS e saiu após desentendimentos) para desenvolver o novo carro da Rial, batizado ARC1 e apelidado "Ferrari azul" pela semelhança com o F1/87, usado pela equipe italiana no ano anterior - curiosamente, Brunner tinha aceito uma proposta da Scuderia. O motor seria um Ford-Cosworth DFZ V8, e teve o experiente italiano Andrea de Cesaris, vindo da Brabham, como seu único piloto.
O Rial ARC1 era relativamente bom, e De Cesaris, em sua 9ª temporada na F-1, conseguiu se classificar em todas as corridas da temporada. Várias vezes, o carro possuía problemas, alguns boatos diziam que a escuderia não dispunha de um carro que tinha autonomia de combustível, mesmo cheio de gasolina (naquela época o reabastecimento era proibido). No GP do Canadá, De Cesaris estava próximo dos primeiros pontos do time, mas um problema no carro tirou o italiano da zona de pontuação, ficando em 9° lugar (na época, 6 pilotos pontuavam). Na corrida seguinte, em Detroit, o italiano finalmente consegue levar o time alemão aos primeiros pontos de sua história, conquistando um 4º lugar num GP desgastante. O carro resistiu e chegou ao final atrás apenas de Ayrton Senna e Alain Prost (McLaren), e de Thierry Boutsen (Benetton). Na última corrida do ano, em Adelaide, a Rial estava de novo nos pontos, mas um problema no final da corrida estragou a festa da equipe, ficando em 8° lugar. A Rial chegou ao final do ano com os 3 pontos obtidos em Detroit, pouco para o que fez na temporada inteira - caso os problemas não atrapalhassem o desempenho, teria, no máximo, 7 ou 8 pontos - e o 9° lugar no Mundial de Construtores. Ao final do campeonato, a FISA decidiu que todas as equipes usariam 2 carros durante a temporada seguinte, e a Rial teve que inscrever um segundo monoposto para disputar a pré-classificação.

## 1989: segunda temporada
Em 1989, sem Brunner (que voltou a ter desavenças com Schmid e foi trabalhar na Zakspeed) e De Cesaris, que assinou com a Scuderia Italia, a Rial contratou o alemão Christian Danner, que voltava à F-1 depois de ter ficado sem vaga, para substituir o italiano. Depois de negociar com Joachim Winkelhock, Gregor Foitek e Michael Bartels, Schmid esteve perto de contratar o belga Bertrand Gachot, mas optou por outro alemão, Volker Weidler, egresso da Fórmula 3000 (ele já tinha pilotado para a Rial na categoria de acesso em 1986). Weidler, antes de estrear na principal categoria do automobilismo, tentou assinar com uma equipe do DTM para guiar um Ford Sierra, porém Schmid impediu a negociação, deixando o piloto de Heidelberg bastante frustrado.
Com um carro bem mais fraco do que na temporada anterior, o ARC2 (uma atualização do ARC1), projetado por Stefan Fober e Bob Bell, vindo da McLaren, chegou-se a cogitar uma fusão com a FIRST Racing, mas tal decisão foi negada por Schmid.
Mesmo com os problemas financeiros que a prejudicavam, a Rial conquistou novamente 3 pontos (todos com Danner, que chegou em 4º lugar no GP do Canadá) e ficou na 13ª posição na temporada, empatada com a Ligier. Entre as etapas do Brasil e da Hungria, Weidler não conseguiu vaga no grid, chegando inclusive a ficar 8 vezes consecutivas na pré-classificação. Para seu lugar, foi contratado o francês Pierre-Henri Raphanel, egresso da Coloni, que embora conseguisse chegar ao treino classificatório em 6 oportunidades, não teve sucesso em largar em nenhuma corrida - chegou perto no GP da Espanha, ficando a apenas 736 centésimos do brasileiro Maurício Gugelmin (March).
O suíço Gregor Foitek (vindo da EuroBrun) e o belga Bertrand Gachot (demitido pela Onyx) substituíram Danner logo após o GP de Portugal, também não se classificando para nenhuma etapa. Após o encerramento da temporada, a equipe encerrou suas operações na F-1 por falta de dinheiro, embora Schmid pensasse em mantê-la para 1990, numa fusão com a Zakspeed e tendo Raphanel e Gachot como pilotos.

## Principais pilotos
- Andrea de Cesaris - Responsável pelos primeiros pontos da Rial, no GP de Detroit de 1988, o experiente piloto não seguiu na equipe alemã para a temporada seguinte, assinando com a Scuderia Italia para 1989.
- Christian Danner - O piloto nascido em Munique igualou o melhor resultado da escuderia na Fórmula 1, após obter um quarto lugar no GP do Canadá de 1989. Encerrou sua passagem como piloto da categoria após deixar a Rial, que o substituiu por Gregor Foitek e Bertrand Gachot nas últimas etapas do campeonato.